# Saint-Véran
Saint-Véran település Franciaországban, Hautes-Alpes megyében. Lakosainak száma 165 fő (2022. január 1.). Saint-Véran Saint-Paul-sur-Ubaye, Ceillac, Molines-en-Queyras és Pontechianale községekkel határos.

## Népesség
A település népessége az elmúlt években az alábbi módon változott:
| Lakosok száma | 220  | 275  | 257  | 286  | 262  | 236  | 236  | 192  | 171  | 165  |
|               | 1968 | 1982 | 1990 | 2006 | 2013 | 2015 | 2017 | 2019 | 2020 | 2022 |